# قائمة الأعراض الطبية
الأعراض الطبية هي شكوى المريض التي تساعد الطبيب في الوصول إلى المرض. وهذه القائمة ليست شاملة ولكنها قد تكون مفيدة كدليل.

## الأعراض

### ألم
- ألم بطني
- ألم ظهر
- ألم الصدر
- ألم الأذن
- صداع
- ألم حوضي
- ألم الأسنان
- ألم المهبل
- ألم في الجلد

أنا أشعر بـ:
- نافض
- حمى
- مذل
- دوخة
  - إغماء
  - دوار
- جفاف الحلق
- غثيان
  - توعك
  - غثيان
- ضيق النفس
- نعاس
- تعرق
- عطش
- إعياء
- وهن عضلي

لا أستطيع:
- التنفس (ضيق النفس)
  - صمم
  - احتداد السمع
  - طنين
- خزل شقي
- إمساك
- احتباس البول
- فقدان الذاكرة
  - ضعف البصر
  - زغللة العين
  - ازدواج الرؤية
- أرق
- فقد الشم
- حبسة
- إسهال
- حكة
- فرط التعرق
- عسر البلع
- رنح
- عسر الكتابة

## أعراض طبية
| - أعراض عامة - متلازمة الهزال - فقدان الشهية - فقدان الوزن - جفاف الحلق - إعياء - توعك - ضعف - وهن عضلي - حمى - يرقان - ألم - ألم بطني - ألم الصدر - رضة - رعاف - رعاش - شد عضلي - طنين - دوخة / دوار - إغماء - انخفاض درجة الحرارة - فرط الحرارة - تصريف مخاطي قيحي - نزف - تورم - تعرق - نافض وارتعاد - رهاب المرتفعات - عمه - رهاب الخلاء - تململ - نقص الحراك - عسر القراءة - عمه الموسيقى - انعدام التلذذ - عمه العاهة - قلق - عمه حركي - رهاب العناكب - رنح - نقص الحراك - مرض الجمدة - رقاص - رهاب الاحتجاز - وعي متغير - إيذاء النفس وجرعة زائدة - اكتئاب - رتة - عسر الكتابة - خلل التوتر - ابتهاج - هلوسة - صداع - حركة رقصية نصفية - أرق - علامة ليرميت - هوس - شلل - جنون ارتياب أو اضطهاد - مذل - رهاب انظر: قائمة أنواع مرض الرهاب - عمه تعرف الوجوه - عرق النسا - نعاس - فكر انتحاري - عرة - رعاش | - أعراض طبية بصرية - الكمنة العابرة - زغللة العين - ازدواج الرؤية - جحوظ العين - توسع الحدقة/تقبض الحدقة - رأرأة - أعراض خاصة بالجهاز الهضمي - فقدان الشهية - تجشؤ - دم في البراز: تغوط أسود ،تغوط دموي - إمساك - إسهال - عسر البلع - عسر الهضم - إطلاق الريح - سلس البراز - تقيؤ دموي - غثيان - حرقة الفؤاد - إسهال دهني - تقيؤ - أعراض خاصة بالقلب - ألم الصدر - خفقان - تسرع القلب - بطء القلب - اضطراب نظم قلبي - أعراض خاصة بالجهاز البولي - عسر التبول - بول دموي - عنانة - بوال - سلس البول - احتباس البول - أعراض خاصة بالجهاز الرئوي - نقص التهوية - فرط التنفس - بطء التنفس - انقطاع التنفس - سعال - ضيق النفس - نفث الدم - التهاب الجنبة - قشع - تسرع التنفس - أعراض خاصة بالجلد - جرح الحك - فقدان الشعر - تبثر - استسقاء - شعرانية - جرح - مذل - طفح - شرى - أعراض خاصة بأمراض النساء والتوليد - ظهور دموي - عسر الجماع - ألم حوضي - عقم - ولادة - إجهاض تلقائي / إجهاض تلقائي - نزيف ما قبل الولادة - إفراز مهبلي - تشنج المهبل |